# 政治的社会化
政治的社会化（せいじてきしゃかいか、英語: Political socialization）とは、「個々人が、権力がどのように分配され、周囲の世界がどのように組織化されているか（そしてどのように組織化されるべきか）についての認識を組み立てる政治的視点を学び、しばしば内面化するプロセスである。これらの認識は、自分たちが何者であって、自分たちが生きる政治・経済制度においてどのように振る舞うべきかについての個々人の定義を形作る」。
この問題は、古典的には、政治における理想的市民の教育のあり方、社会契約あるいは一般意思の形成過程の問題として取り上げられてきた。また、権力的には、一定の体制とその価値に対する受容・適応あるいはその代替物の拒否の促進という、支配的と対抗的という両権力からの大衆教化の問題として考えられてきた。
政治的社会化は、人々が政治的立場やイデオロギーを形成する価値観や意見を獲得する方法に及ぶ。すなわち、「あらゆる年代の人々と青少年が政治的認識・態度・行動を獲得する発達過程の研究」である。それは、うまく機能している政治システムに適合する規範や行動を世代から世代へと伝達する学習プロセスを指す。この作用を通じて、個々人は政治風土を受け入れ、政治的目的に対する自らの姿勢を形成するのである。学校・メディア・そして国家は、このプロセスに大きな影響を及ぼす。

## 社会化の媒介者
政治的社会化の過程で人々の価値や規範に影響を及ぼす主体をエージェント（英語: Agents）という。家族・メディア・仲間・学校・宗教・仕事・法制度が例としてあげられるが、これらに留まるものではない。

### 媒介者
1. 家族：家族は、政治的権威を裏付ける価値観を永続させ、子供たちの初期の政治的イデオロギー的見解や支持政党に大きく影響しうる[6]。家族は、「家族の層・生涯過程・育児スタイル・親の政治不信の度合い・政治談義の頻度」などの要素に応じ、「政治的知識・帰属化・効力・参画」に影響を及ぼす[7]。
2. 学校・同輩集団：家族のほか学校や同輩集団との影響の相対的強さについても研究がある[2]。米国の子供たちは、学校で何年も過ごすうち、「資本主義と所有権、競争的個人主義、民主主義を特権化する」世界観を教えられ、強化される[1]。生徒は、小学校・中学校・高校を通じて、個人の権利と財産や自己責任と自国への義務などの重要な原則を教えられる。日本の教科書では民主主義について欧米社会の発展に重点を置いて解説されており日常生活との断絶がみられるとの指摘がある[5]。
3. メディア：マスメディアは政治の情報源であるだけではなく、政治的価値観や信念への影響をもたらす存在である。さまざまなメディアが、ニュース報道や深夜番組を通じて、政治参加に関連するさまざまな党派の政策姿勢を提供している[7]。
4. 宗教：宗教的信念と実践は、政治的意見の形成と政治的参加に影響を与える。たとえば、政治文化と宗教の間に明確な区別がないアラブ社会において、これは明白である。宗教機関が提供する神学的、道徳的視点は、公共政策に関する判断を形成し、最終的には、「富の再分配・平等・逸脱への寛容性・個人の自由の制限・重刑罰、並びに、家族構成・性役割・人命の価値に関する政策」へ直に変換される[8]
5. 政党：キャンベル(1960)などの学者は、年齢・前後関係・権力などの社会的要因の対比により、政党が子供に直接影響を与えることはほとんどないと述べている[9]。
6. 国家：国家は、マスコミにとって重要な情報源であり「マスコミひいては一般市民に、情報を提供し、誤情報を与え、偽情報を流す」する力を持っている。これは、政治的、経済的な計略に利用される、プロパガンダとも呼ばれる戦略である[1]。

## メディアの影響

### 子供の場合
政治的社会化は子供時代に始まる。家族や学校の教師が子供を社会化する上で最も影響力のある要因であると示唆する研究もあるが、近年の研究設計では、政治的社会化の過程におけるメディアの高い影響力をより正確に推定している。一般に、米国の幼児と10代の若者は、学校で過ごすことよりもテレビやデジタルメディアを消費することに、いずれも1週間の多くの時間を費やしている。幼児は週に平均31時間消費するが、ティーンエイジャーは週に48時間のメディアを消費する。高校生は、人種・戦争・経済学・愛国心についての意見や態度を形成する情報を、友人・家族・教師よりもマスメディアにはるかに依存している。調査によると、他の子供たちよりも多くのメディアを消費する子供たちは、言論の自由などのアメリカの価値観に対するより大きな支持と理解を示している。これは、子供が消費するメディアコンテンツの80%が成人向けであることが原因である可能性がある。さらに、子供たちの脳は「学びの全盛期」にあり、メッセージや世界像を額面通りに受け取る可能性が高いため、メッセージの影響はより強力である。

### 成人期
政治的社会化におけるメディアの役割は、架空・事実を問わずメディアの情報源を通じて、成人期においても続く。成人は、エンターテイメントの中に埋め込まれたニュースや政治情報に触れる機会が増えている。架空の娯楽（主にテレビ）は、政治情報の最も一般的な情報源である。エンターテイメントから得られる情報が、人々が判断の拠り所とする価値観と基準をもたらす。
メディアによる政治的社会化は生涯にわたる価値であるものの、一般的に人々の基本的な価値観は思春期後の変わることはない。ほとんどの人は、既存の価値観に基づいてどのメディアに接するのかを選択し、メディアからの情報をすでに自らが信じていることを再確認するのに使う。調査によると、新聞の読者の3分の2は、特定の問題に関する新聞の立場を知らず、ほとんどのメディア記事はすぐに忘れられている。ブッシュ政権のエネルギー政策に対する世論調査によると、国民は多くのマスコミ報道を受けている問題にもっと注意を払い、これらの問題について集合的な意見を形成している。これは、問題に対するマスメディアの注目が世論に影響を与えることを示している。さらに言えば、テレビへの広範な露出は、政治的生活や社会に対する人々の認識をテレビの描写と一致させ「社会主流化」を誘導している。

### 米国での研究
人種・民族・性別・年齢・収入・教育・地理的領域・都市の規模に応じて、社会化のパターンは異なっている。たとえば、一般的に、アフリカ系アメリカ人とヒスパニックは、白人よりも情報をテレビに依存している。男性よりも多くの女性が昼のテレビを視聴し、女性よりも多くの男性がスポーツ番組を観る。年配の人は若い人よりも新聞をよく読み、12歳から17歳までの人々（彼らは最も多くのメディアを消費するにもかかわらず）はニュースの消費量は最小限である。北部の人々は南部の人々よりもラジオ番組をよく聴く。東海岸の報道機関はヨーロッパや中東の国際問題を最も取り上げる傾向があるのに対し、西海岸の報道機関はアジアの問題を扱いがちであり、地域がメディアの社会化のパターンに影響を与えることを示している。所得水準も重要な要素である。高収入の家族はテレビよりも活字メディアに依存しており、人口の大部分よりもテレビの消費量が少なくなっている。
しかし、結局のところ、情報の共通の核とそれに対するメディアの解釈が、米国全体で共有される知識と基本的な価値観となる。ほとんどのメディアエンターテインメントと情報は国全体であまり変わらず、あらゆるタイプの視聴者によって消費されている。意見の相違や異なる政治信条・支持政党が依然存在するものの、メディアが基本的な米国の民主主義の原則について幅広いコンセンサスの形成を促進していることから、一般的に国民間に大きなイデオロギーの格差はない。

### 日本での研究
日本ではマスメディアの報道内容と人々の政治認識への影響については研究の蓄積があるが、政治的社会化と関連づける論考はあまりみられない。ただ、ニュースの視聴頻度や新聞の購読頻度などの政治的有効性感覚への影響や、親や学校など他のエージェントの影響によるマスメディアへの選択的な接触の効果などの実証的研究がある。

## 政治体験と世代
政治的社会化は親など世代間の価値継承の側面で捉えられてきたが、同一の世代で共有した出来事（政治的事件や集合的経験）の影響も指摘されるようになっている。